# (48639) 1995 TL8
1995 تي أل 8 (ويعرف أيضًا باسم (48639) 1995 تي أل 8 وفق تسمية الكوكب الصغير) (بالإنجليزية: 1995 TL8)‏ هو كويكب ضمن حزام الكويكبات؛ وترتيبه 48639 من حيث الاكتشاف.
اكتُشف هذا الجُرم الفلكي بواسطة Arianna E. Gleason ‏ في 15 أكتوبر 1995.

## وصلات خارجية
- (48639) 1995 TL8 في قاعدة بيانات مختبر الدفع النفاث لأجرام النظام الشمسي الصغيرة

- الاكتشاف · مخطط المدار ·  العناصر المدارية · المعلمات المادية

- (48639) 1995 TL8 على موقع ويكي سكاي: DSS2, SDSS, GALEX, IRAS, Hydrogen α, X-Ray, Astrophoto, Sky Map, Articles and images